# NHK Trophy de 2009
NHK Trophy de 2009 foi a trigésima edição do NHK Trophy, um evento anual de patinação artística no gelo organizado pela Federação Japonesa de Patinação (em japonês:  日本スケート連盟), e que fez parte do Grand Prix de 2009–10. A competição foi disputada entre os dias 5 de novembro e 8 de novembro, na cidade de Nagano, Japão.

## Eventos
- Individual masculino
- Individual feminino
- Duplas
- Dança no gelo

## Medalhistas
| Evento                        | Ouro                                         | Prata                                      | Bronze                                     |
| Individual masculino detalhes | Brian Joubert · França                       | Johnny Weir · Estados Unidos               | Michal Březina · República Tcheca          |
| Individual feminino detalhes  | Miki Ando · Japão                            | Alena Leonova · Rússia                     | Ashley Wagner · Estados Unidos             |
| Duplas detalhes               | Pang Qing · Tong Jian · China                | Yuko Kavaguti · Alexander Smirnov · Rússia | Rena Inoue · John Baldwin · Estados Unidos |
| Dança no gelo detalhes        | Meryl Davis · Charlie White · Estados Unidos | Sinead Kerr · John Kerr · Reino Unido      | Vanessa Crone · Paul Poirier · Canadá      |

## Resultados

### Individual masculino
| Pos.              | Nome                 | Nacionalidade    | Pontos | PC         | PL          |
| ----------------- | -------------------- | ---------------- | ------ | ---------- | ----------- |
| Medalha de ouro   | Brian Joubert        | França           | 232.70 | 85.35 (1)  | 147.35 (1)  |
| Medalha de prata  | Johnny Weir          | Estados Unidos   | 217.70 | 78.35 (3)  | 139.35 (3)  |
| Medalha de bronze | Michal Březina       | República Tcheca | 217.48 | 70.80 (6)  | 146.68 (2)  |
| 4                 | Daisuke Takahashi    | Japão            | 214.29 | 78.18 (4)  | 136.11 (4)  |
| 5                 | Jeremy Abbott        | Estados Unidos   | 208.45 | 83.00 (2)  | 125.45 (6)  |
| 6                 | Adam Rippon          | Estados Unidos   | 197.61 | 67.15 (8)  | 130.46 (5)  |
| 7                 | Takahiko Kozuka      | Japão            | 186.00 | 74.05 (5)  | 111.95 (10) |
| 8                 | Artem Borodulin      | Rússia           | 181.62 | 69.49 (7)  | 112.13 (9)  |
| 9                 | Daisuke Murakami     | Japão            | 181.04 | 66.78 (9)  | 114.26 (8)  |
| 10                | Jeremy Ten           | Canadá           | 178.87 | 61.69 (12) | 117.18 (7)  |
| 11                | Vaughn Chipeur       | Canadá           | 176.36 | 66.55 (10) | 109.81 (12) |
| 12                | Kristoffer Berntsson | Suécia           | 176.01 | 64.64 (11) | 111.37 (11) |

### Individual feminino
| Pos.              | Nome            | Nacionalidade  | Pontos | PC         | PL         |
| ----------------- | --------------- | -------------- | ------ | ---------- | ---------- |
| Medalha de ouro   | Miki Ando       | Japão          | 162.55 | 56.22 (2)  | 106.33 (2) |
| Medalha de prata  | Alena Leonova   | Rússia         | 160.85 | 52.34 (5)  | 108.51 (1) |
| Medalha de bronze | Ashley Wagner   | Estados Unidos | 155.99 | 56.54 (1)  | 99.45 (3)  |
| 4                 | Yukari Nakano   | Japão          | 152.35 | 54.92 (3)  | 97.43 (5)  |
| 5                 | Laura Lepistö   | Finlândia      | 152.19 | 53.64 (4)  | 98.55 (4)  |
| 6                 | Cynthia Phaneuf | Canadá         | 142.03 | 47.22 (7)  | 94.81 (6)  |
| 7                 | Liu Yan         | China          | 126.49 | 47.64 (6)  | 78.85 (10) |
| 8                 | Annette Dytrt   | Alemanha       | 126.01 | 44.86 (9)  | 81.15 (9)  |
| 9                 | Oksana Gozeva   | Rússia         | 123.97 | 40.66 (11) | 83.31 (7)  |
| 10                | Shoko Ishikawa  | Japão          | 119.63 | 44.28 (10) | 75.35 (11) |
| 11                | Becky Bereswill | Estados Unidos | 118.42 | 36.26 (12) | 82.16 (8)  |
| 12                | Sarah Meier     | Suíça          | 45.96  | 45.96 (8)  | — (WD)     |

### Duplas
| Pos.              | Nome                                          | Nacionalidade  | Pontos | PC        | PL         |
| ----------------- | --------------------------------------------- | -------------- | ------ | --------- | ---------- |
| Medalha de ouro   | Pang Qing / Tong Jian                         | China          | 199.65 | 67.30 (2) | 132.35 (1) |
| Medalha de prata  | Yuko Kavaguti / Alexander Smirnov             | Rússia         | 193.05 | 68.90 (1) | 124.15 (2) |
| Medalha de bronze | Rena Inoue / John Baldwin                     | Estados Unidos | 158.78 | 52.52 (4) | 106.26 (3) |
| 4                 | Caydee Denney / Jeremy Barrett                | Estados Unidos | 151.43 | 55.20 (3) | 96.23 (5)  |
| 5                 | Mylène Brodeur / John Mattatall               | Canadá         | 150.71 | 51.10 (6) | 99.61 (4)  |
| 6                 | Ksenia Krasilnikova / Konstantin Bezmaternikh | Rússia         | 137.49 | 51.32 (5) | 86.17 (6)  |
| 7                 | Paige Lawrence / Rudi Swiegers                | Canadá         | 130.77 | 47.32 (7) | 83.45 (7)  |
| 8                 | Narumi Takahashi / Mervin Tran                | Japão          | 119.48 | 39.80 (8) | 79.68 (8)  |

### Dança no gelo
| Pos.              | Nome                                | Nacionalidade    | Pontos | DC         | DO         | DL         |
| ----------------- | ----------------------------------- | ---------------- | ------ | ---------- | ---------- | ---------- |
| Medalha de ouro   | Meryl Davis / Charlie White         | Estados Unidos   | 201.97 | 38.09 (1)  | 63.09 (1)  | 100.79 (1) |
| Medalha de prata  | Sinead Kerr / John Kerr             | Reino Unido      | 177.73 | 35.04 (2)  | 56.53 (2)  | 86.16 (2)  |
| Medalha de bronze | Vanessa Crone / Paul Poirier        | Canadá           | 165.89 | 30.51 (4)  | 50.87 (3)  | 84.51 (3)  |
| 4                 | Ekaterina Bobrova / Dmitri Soloviev | Rússia           | 160.01 | 31.72 (3)  | 47.51 (6)  | 80.78 (4)  |
| 5                 | Huang Xintong / Zheng Xun           | China            | 154.90 | 28.77 (6)  | 48.34 (5)  | 77.79 (5)  |
| 6                 | Anna Zadorozhniuk / Sergei Verbillo | Ucrânia          | 154.61 | 29.67 (5)  | 49.01 (4)  | 75.93 (6)  |
| 7                 | Cathy Reed / Chris Reed             | Japão            | 147.53 | 28.58 (7)  | 46.36 (7)  | 72.59 (8)  |
| 8                 | Allie Hann-McCurdy / Michael Coreno | Canadá           | 145.32 | 26.20 (9)  | 44.75 (8)  | 74.37 (7)  |
| 9                 | Lucie Myslivečková / Matěj Novák    | República Tcheca | 142.33 | 27.93 (8)  | 43.28 (9)  | 71.12 (9)  |
| 10                | Jane Summersett / Todd Gilles       | Estados Unidos   | 130.24 | 24.23 (10) | 39.16 (10) | 66.85 (10) |

## Quadro de medalhas
| Ordem | País             | Medalha de ouro | Medalha de prata | Medalha de bronze |    | Ordem por total |
| ----- | ---------------- | --------------- | ---------------- | ----------------- | -- | --------------- |
| 1     | Estados Unidos   | 1               | 1                | 2                 | 4  | 1               |
| 2     | China            | 1               |                  |                   | 1  | 3               |
| 2     | França           | 1               |                  |                   | 1  | 3               |
| 2     | Japão            | 1               |                  |                   | 1  | 3               |
| 5     | Rússia           |                 | 2                |                   | 2  | 2               |
| 6     | Reino Unido      |                 | 1                |                   | 1  | 3               |
| 7     | Canadá           |                 |                  | 1                 | 1  | 3               |
| 7     | República Tcheca |                 |                  | 1                 | 1  | 3               |
| TOTAL | TOTAL            | 4               | 4                | 4                 | 12 | —               |